# Dipcadi ursulae
Dipcadi ursulae är en sparrisväxtart som beskrevs av Ethelbert Blatter. Dipcadi ursulae ingår i släktet Dipcadi och familjen sparrisväxter.

## Underarter
Arten delas in i följande underarter:
- D. u. longiracemosum
- D. u. ursulae